# (2468) Репин
(2468) Репин (лат. Repin) — типичный астероид главного пояса, открыт 8 октября 1969 года советским астрономом Людмилой Черных в Крымской астрофизической обсерватории и 31 мая 1988 года назван в честь русского живописца Ильи Репина.

## Обнаружение и именование
(2468) Репин
Открыт 8 октября 1969 года в Научном Л. И. Черных.
Назван в честь известного русского живописца Ильи Ефимовича Репина (1844—1930).
Оригинальный текст (англ.)2468 Repin
Discovered 1969-10-08 by Chernykh, L. at Nauchnyj.
Named in honor of Il'ya Efimovich Repin (1844—1930), famous Russian painter.
Источники: DISCOVERY.DB; M.P.C. 13172.

## Орбита

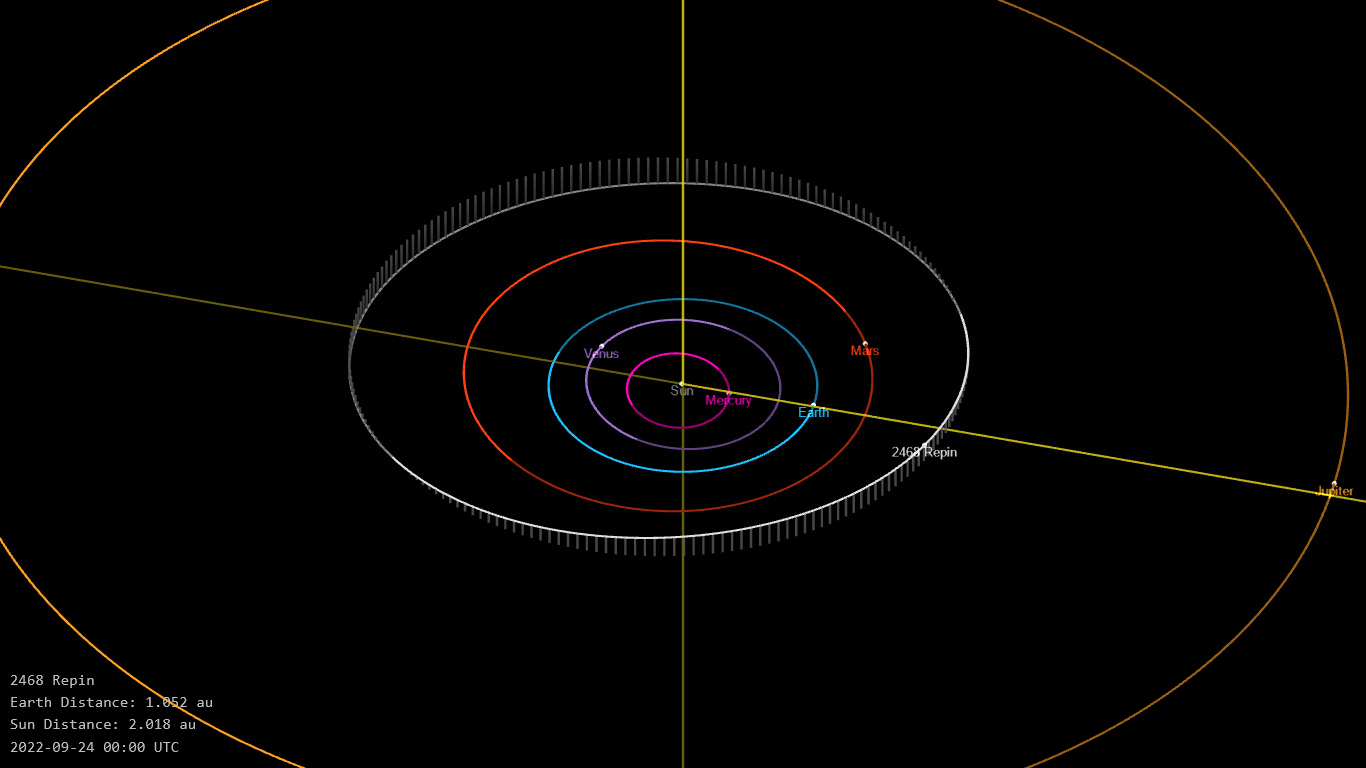
Орбита астероида Репин и его положение в Солнечной системе

## Физические характеристики
Из результатов второго этапа спектроскопической съёмки малых астероидов главного пояса (Small Main-belt Asteroid Spectroscopic Survey, SMASSII) следует, что астероид относится к таксономическому классу V.
По результатам наблюдений в видимом и ближнем инфракрасном диапазоне космического телескопа NEOWISE диаметр астероида оценивался равным 6,224±0,139 км. Согласно тем же источникам альбедо оценивается как 0,3459±0,0372 и 0,346±0,037.